# Carolyne Van Vliet
Carolyne Marina Van Vliet (1929 – 2016) est une physicienne américaine née aux Pays-Bas. Ses travaux ont notamment portés sur le bruit de génération-recombinaison, sur la théorie du transport quantique, ainsi que sur la fondation de la théorie de la réponse linéaire.

## Distinctions
- 1956 : Boursière Fulbright, Université du Minnesota[2]
- 1991 : Fellow de l'Institute of Electrical and Electronics Engineers (IEEE)[3]
- 1998 : Professeure émérite à l'Université de Montréal[4]
- 2010 : Fellow de la Société américaine de physique (APS)[5]

## Publications
- K. M. van Vliet, Current Fluctuations in Semiconductors and Photoconductors, thèse de doctorat, Excelsior Press, La Haye, Pays-Bas, 1956.
- K. M. van Vliet and J. R. Fassett " Fluctuations due to Electronic Transitions and Transport in Solids" in Fluctuation Phenomena in Solids (R.E. Burgess, éd.), Academic Press, NY, 1965.
- Carolyne M. Van Vliet, "Ninth International Conference on Noise in Physical Systems" (Éd.), World Scientific Publishing Company, Singapour 1987.
- Carolyne M. Van Vliet, Equilibrium and Non-equilibrium Statistical Mechanics, World Scientific Publishing Company, Singapour et New Jersey, 2008.  (ISBN 981-270-477-9) et (ISBN 981-270-478-7).